# 多布林卡农村居民点 (苏罗维基诺区)
多布林卡农村居民点（俄语：Добринское сельское поселение）是俄罗斯联邦伏尔加格勒州苏罗维基诺区所属的一个农村居民点。其下辖有2个居民点，行政中心为多布林卡。据2016年统计，该农村居民点的人口为912人。